# Tighedouine
Tighedouine (franska: Tighedouine (CR), Tighedouine (Commune Rurale), arabiska: اكرفروان) är en kommun i Marocko.   Den ligger i provinsen Al Haouz och regionen Marrakech-Safi, i den centrala delen av landet, 300 km söder om huvudstaden Rabat. Antalet invånare är 22 347.